# نورث ساندرلند

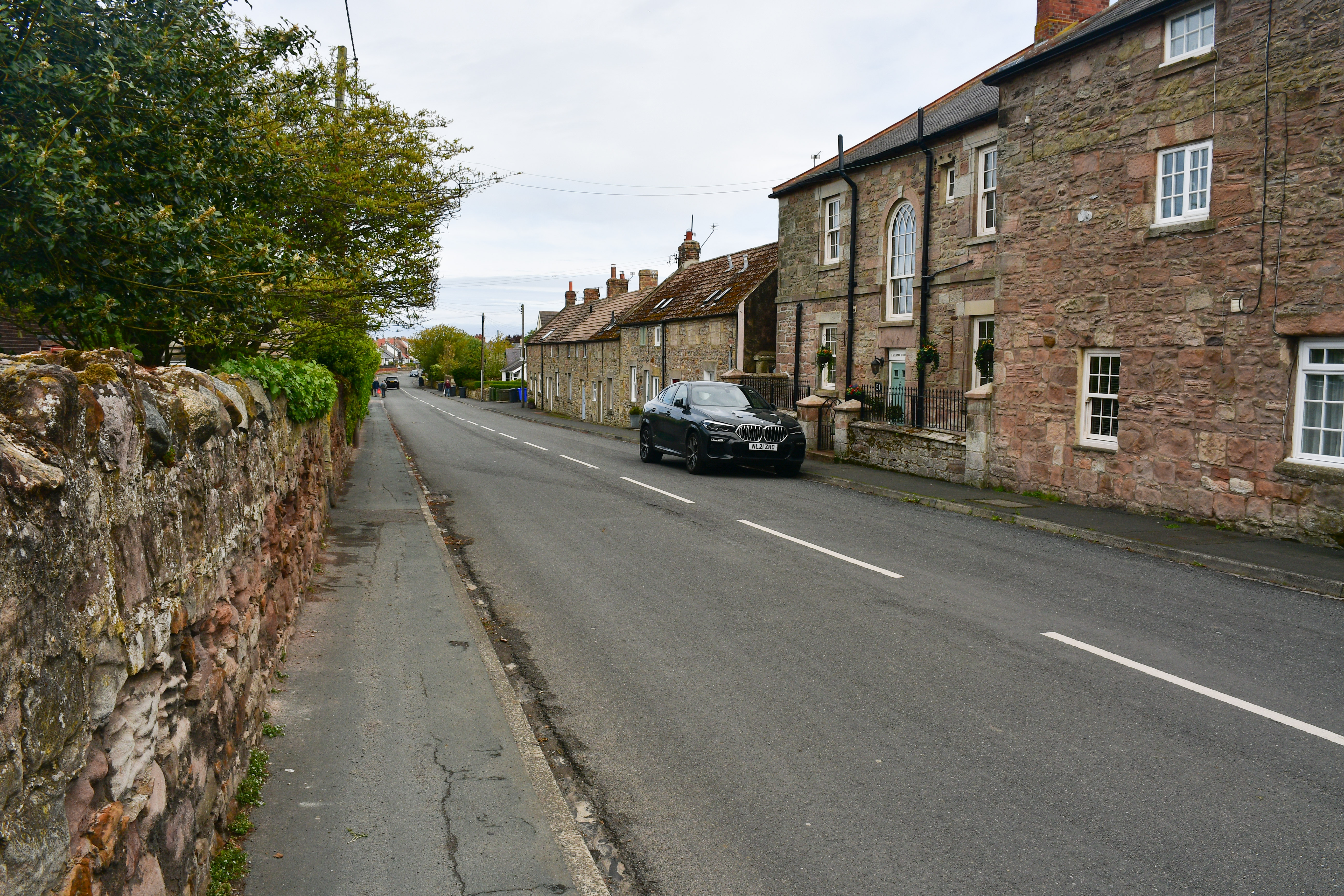
نمایی از نورث ساندرلند

نورث ساندرلند (به انگلیسی: North Sunderland) یک روستا و محله مدنی در بریتانیا است که در نورث‌آمبرلند واقع شده‌است. نورث ساندرلند ۱٬۸۰۳ نفر جمعیت دارد.